# 自源文字
自源文字是指不依傍其他文字而独立创造出来的文字。与其相对的是他源文字或称借源文字（依傍已有的其他文字而创造的文字）。
中国的汉字（甲骨文）、古埃及的圣书字、古美索不达米亚的楔形文字（苏美尔文字）和中美洲玛雅的玛雅文字为公认的四大自源文字，此外克里特岛的克里特文字（另參見：線形文字A）、中美洲的阿兹特克文字、印度河流域的哈拉巴文字、中国境内的东巴文等也为自源文字。其中只有汉字直至现在仍然保持着自有体系，並大量使用於日常生活中。其他自源文字除了东巴文在雲南麗江通行外。絕大多數都已經失傳或是停止使用而消亡。

## 产生与消亡
楔形文字约产生于公元前3500年，失传于公元1世纪；成熟的圣书字最早在公元前2700年前已存在，大约从公元前3世纪起古埃及文字逐渐与科普特文字并行使用，目前发现最早的甲骨文是记录在公元前1300年，由其发展而来的现代汉字仍在使用；玛雅文诞生于公元前后，到16世纪停止使用。